# 博尔霍
博尔霍，是匈牙利绍莫吉州所辖的一个村。总面积25.07平方公里，总人口761，人口密度30.4人/平方公里（2011年1月1日）。